# Староскварявська сільська рада
| Староскварявська сільська рада — орган місцевого самоврядування у Жовківському районі Львівської області з адміністративним центром у с. Стара Скварява. Історична дата утворення: в 1993 році. Водоймища на території, підпорядкованій даній раді: річка Свиня. Сільській раді підпорядковані населені пункти: - с. Стара Скварява |

## Склад ради
Рада складається з 16 депутатів та голови.

### Керівний склад ради
| ПІБ                    | Основні відомості                                                                                | Дата обрання | Дата звільнення |
| ---------------------- | ------------------------------------------------------------------------------------------------ | ------------ | --------------- |
| Кубай Надія Михайлівна | Сільський голова, 1965 року народження, освіта                                                   | 26.03.2006   | 31.10.2010      |
| Кубай Надія Михайлівна | Сільський голова, 1965 року народження, освіта середня загальна, Політична партія 'Наша Україна' | 31.10.2010   |                 |

Примітка: таблиця складена за даними джерела